# Hrvatski pisci iz BiH, Č
- Čale, Frano
- Čarapina, Ćulanić, Stanislava
- Čengić, Augustin
- Čerkez, Vladimir
- Čičić, Augustin
- Čilić, Luka
- Čilić, Mate
- Čižek, Vjenceslav
- Čolić, Velibor
- Čubelić, Tvrtko
- Čuić, Stjepan
- Čutura, Franjo
- Čuturić, Dragan
- Čuturić, Leonardo